# Giano dell'Umbria
Giano dell'Umbria is een gemeente in de Italiaanse provincie Perugia (regio Umbrië) en telt 3515 inwoners (31-12-2004). De oppervlakte bedraagt 44,5 km², de bevolkingsdichtheid is 79 inwoners per km².
De volgende frazioni maken deel uit van de gemeente: Bastardo.

## Demografie
Giano dell'Umbria telt ongeveer 1256 huishoudens. Het aantal inwoners steeg in de periode 1991-2001 met 6,1% volgens cijfers uit de tienjaarlijkse volkstellingen van ISTAT.
| Jaar | Inwoneraantal |
| ---- | ------------- |
| 1991 | 3190          |
| 2001 | 3383          |

## Geografie
De gemeente ligt op ongeveer 547 m boven zeeniveau.
Giano dell'Umbria grenst aan de volgende gemeenten: Castel Ritaldi, Gualdo Cattaneo, Massa Martana, Montefalco en Spoleto.

## Galerij

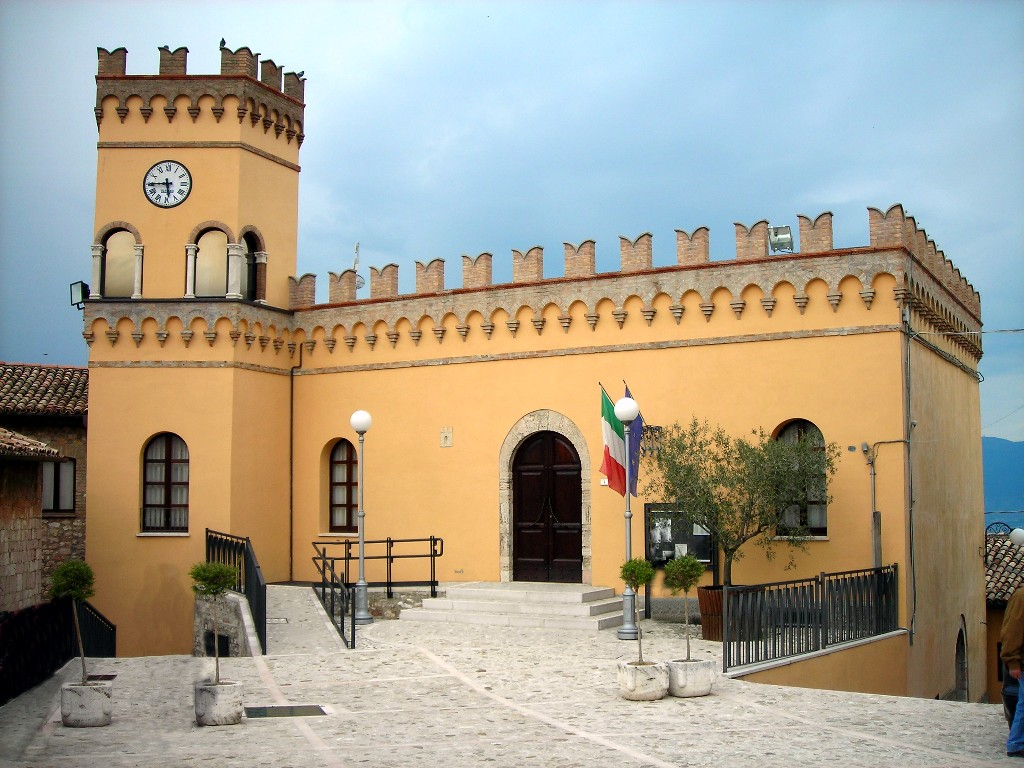
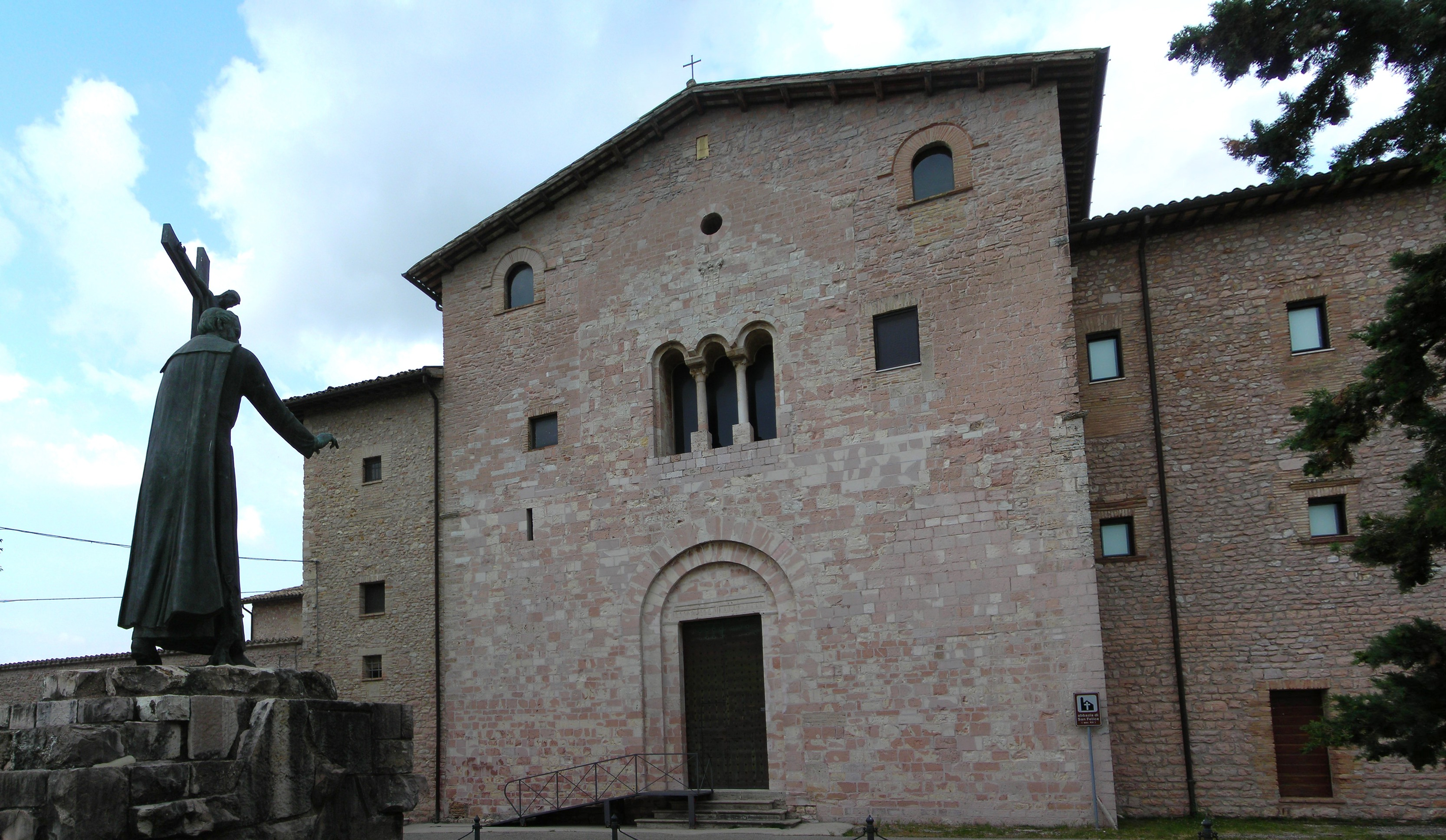